# Protínání vpřed
Protínání vpřed je geodetická metoda, která se používá pro zaměření nepřístupných bodů. Pro určení polohy neznámého bodu se měří směry či délky ze dvou známých stanovisek (protínání z úhlů (směrů) a z délek).

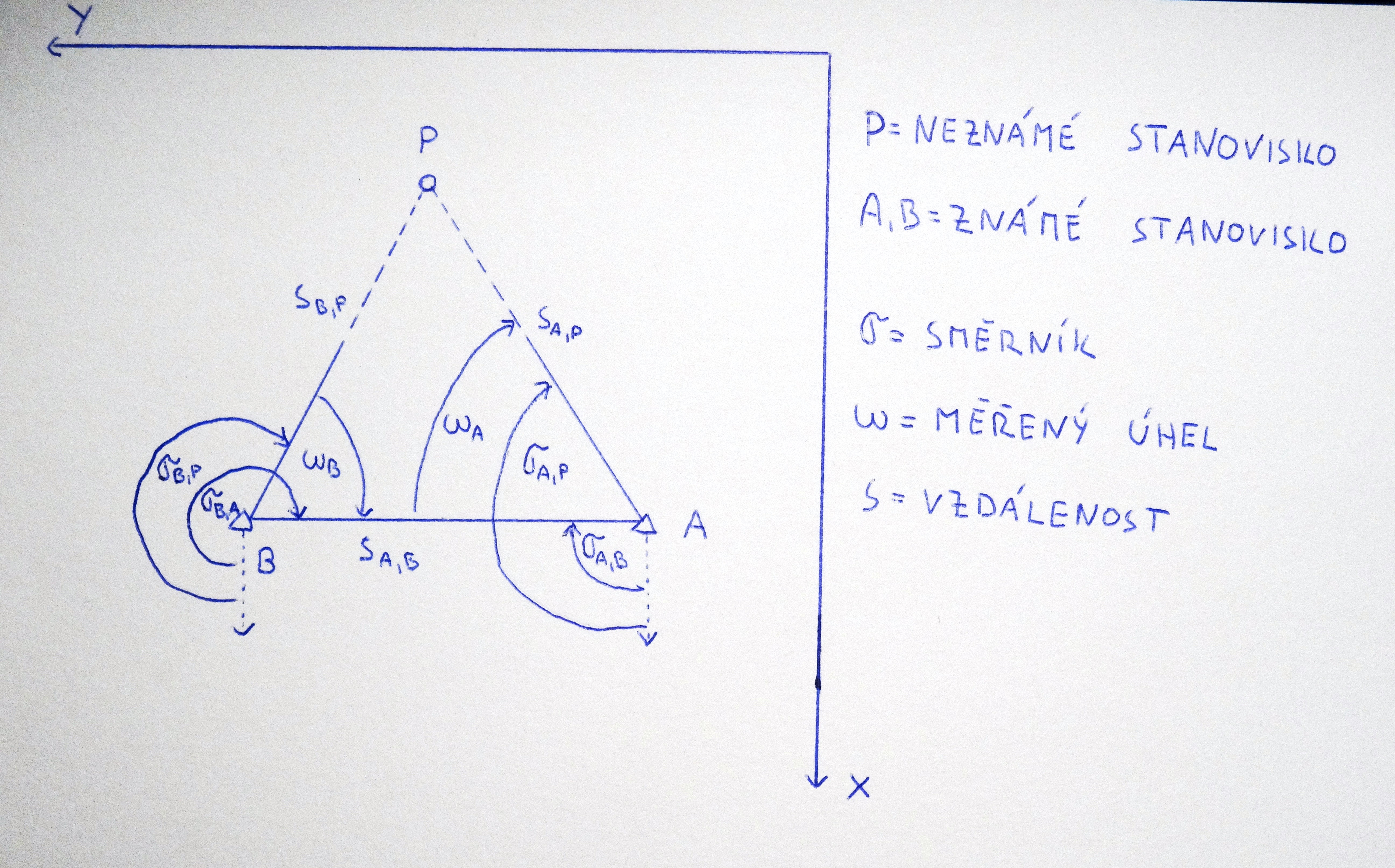
Náčrt metody protínání vpřed

## Protínání vpřed z úhlů
Metoda protínání vpřed z úhlů je metoda nepřímá. Poloha bodu je získána jako průsečík dvou orientovaných směrů vytyčovaných ze dvou výchozích (daných) bodů. Orientace směrů se získává využitím spojnice obou výchozích bodů.

### Postup výpočtu
1. zjištění neznámých směrníků
2. chybějící vzdálenosti mezi body výchozími a bodem vytyčovaným pomocí sinové věty[3]
3. výpočet rajónu pro získání souřadnic neznámého bodu[4]

## Protínání vpřed z délek
Metoda protínání vpřed z délek je určení polohy bodu z měřených délek mezi body výchozími a určovanými.

### Postup výpočtu
1. vypočtení chybějících směrníků a vzdáleností ze souřadnic
2. výpočet vnitřních úhlů pomocí kosinové věty
3. výpočet rajónu pro získání souřadnic neznámého bodu[3]